# Gāvkān-e Gūrān
Gāvkān-e Gūrān är en ort i Iran.   Den ligger i provinsen Kerman, i den sydöstra delen av landet, 1 000 km sydost om huvudstaden Teheran. Gāvkān-e Gūrān ligger 2 119 meter över havet och antalet invånare är 154.
Terrängen runt Gāvkān-e Gūrān är huvudsakligen kuperad, men åt sydost är den bergig. Terrängen runt Gāvkān-e Gūrān sluttar västerut.Runt Gāvkān-e Gūrān är det glesbefolkat, med 17 invånare per kvadratkilometer. Närmaste större samhälle är Derījān, 13,4 km öster om Gāvkān-e Gūrān. Trakten runt Gāvkān-e Gūrān är ofruktbar med lite eller ingen växtlighet.